# Todd Heap
(en) Statistiques sur pro-football-reference
 Todd Heap est un joueur américain de football américain, né le 16 mars 1980 à Mesa, (Arizona), qui évolue au poste de tight end dans l'équipe des Cardinals de l'Arizona depuis 2011.
Il a auparavant joué pendant 10 ans pour l'équipe qui l'avait drafté en 2001, les Ravens de Baltimore.

## Carrière

### Carrière universitaire
Il effectue sa carrière universitaire avec les Sun Devils d'Arizona State de 1998 à 2001.

### Carrière professionnelle
Il fut drafté au 1er tour (31e choix) par les Ravens de Baltimore en 2001.
Il détient le record en NFL du plus grand nombre de conversions à deux points réussies en une saison (4 en 2003).
Todd Heap rejoint les Cardinals de l'Arizona en 2011.

## Palmarès
- Pro Bowl : 2002, 2003